# Mount Talmadge
Mount Talmadge ist ein 2395 m hoher Berg im ostantarktischen Viktorialand. Er ragt in der Royal Society Range 5 km südlich der Fisher Bastion aus den Kliffs an der Westflanke des Koettlitz-Firnfelds auf.
Das Advisory Committee on Antarctic Names benannte den Berg 1994 nach John B. Talmadge, von 1984 bis 1995 Leiter für Koordination und Information zur Polarforschung im Polarprogramm der National Science Foundation.